# The Pharcyde
The Pharcyde er en hiphopgruppe fra Californien, USA. Gruppen fik i 1992 et gennembrud med hittet "Passin' Me By".

## Diskografi
- Bizarre ride II the pharcyde (1992)
- Labcabincalifornia (1995)
- Plain rap (2000)